# Barraca D-05
La barraca D-05, o barraca de la Riera dels Vidriers, és una barraca de vinya de Subirats (Alt Penedès) situada al Fondo dels Vidriers.
És una construcció aixecada en pedra seca, de planta circular amb coberta en falsa cúpula. Té una fornícula i una espitllera. Mesura 3,30 m de diàmetre exterior i una alçada màxima de 2,60 m. El portal, orientat al sud, té una alçada de 102 cm, una amplada de 53 cm i un gruix de 82 cm.
Presentava una esllavissada sobre la llinda del portal i li faltava la primera pedra exterior de la llinda, essent restaurada el novembre de 2023 per membres del grup pedra seca Ordal, que li van posar de nom 'barraca de la Riera dels Vidriers'.
El codi utilitzat en la denominació d'aquesta barraca (lletra + número) procedeix d'un estudi realitzat per Araceli Soler i Jaume Rovira, que intenta sistematitzar la informació sobre aquests elements arquitectònics al terme de Subirats.